# Roodkeelmuisspecht
De roodkeelmuisspecht (Xiphorhynchus pardalotus) is een zangvogel uit de familie Furnariidae (ovenvogels).

## Verspreiding en leefgebied
Deze soort komt voor in het noordoostelijk Amazonegebied en telt twee ondersoorten:
- X. p. caurensis: zuidoostelijk Venezuela, westelijk Guyana en het uiterste noorden van Brazilië.
- X. p. pardalotus: de Guyana's en noordelijk Brazilië.

## Status
De grootte van de populatie is niet gekwantificeerd maar de soort wordt omschreven als vrij algemeen. Op de Rode lijst van de IUCN heeft deze soort de status niet bedreigd.